# Гаммельсдорф
Гаммельсдорф (нім. Gammelsdorf) — громада в Німеччині, розташована в землі Баварія. Підпорядковується адміністративному округу Верхня Баварія. Входить до складу району Фрайзінг. Складова частина об'єднання громад Мауерн.
Площа — 21,63 км2. Населення становить 1488 ос. (станом на 31 грудня 2020).